# Romeo Venturelli

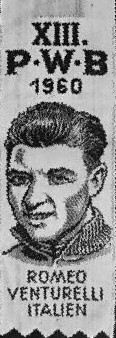
Stoffabzeichen zur Friedensfahrt 1960 (die zwölf populärsten Teilnehmer)

Romeo Venturelli (* 9. Dezember 1938 in Lama Mocogno; † 2. April 2011 in Pavullo nel Frignano) war ein italienischer Radrennfahrer.

## Sportliche Laufbahn
Als Amateur gewann er u. a. den Piccolo Giro di Lombardia, die Lombardei-Rundfahrt für Amateure. Er startete zweimal bei der Internationalen Friedensfahrt. Nachdem er 1958 aus dem Rennen ausgeschieden war, wurde er 1959 Dritter der Gesamtwertung, gewann drei Etappen und trug drei Etappen lang das gelbe Trikot. Romeo Venturelli galt als größtes Talent unter den italienischen Amateuren seiner Zeit. Fausto Coppi holte ihn deshalb in sein Team San Pellegrino, dessen Sportlicher Leiter Gino Bartali war. Besonderes Aufsehen erregte Venturellis Sieg beim Einzelzeitfahren des Giro d’Italia 1960. Es war der erste Giro nach dem Krieg ohne Coppi, der im Januar des Jahres an Malaria gestorben war. Venturelli war der neue Hoffnungsträger der Mannschaft und übernahm nach dem Zeitfahren für einen Tag das Maglia Rosa. Er konnte jedoch die ihn gesetzten Hoffnungen nicht erfüllen und beendete seine Radsportlaufbahn schon fünf Jahre später. Als Grund galt, dass er einen naiven Charakter hatte und sich in der Welt des Profiradsports nicht zurechtfand.
Venturelli starb 2011 im Alter von 72 Jahren an Krebs, nachdem er viele Jahre bei der Arbeit mit Asbest in Berührung gekommen war.

## Erfolge
1959
- Gran Premio della Liberazione
- drei Etappen Friedensfahrt

1960
- eine Etappe Paris–Nizza
- eine Etappe Menton-Roma
- eine Etappe Tour de Romandie
- eine Etappe Giro d’Italia
- Trofeo Baracchi (mit Diego Ronchini)

1965
- Giro del Piemonte

## Teams
- 1960 San Pellegrino
- 1961–62 Molteni
- 1963 San Pellegrino-Firt
- 1964 Ignis
- 1965–66 Bianchi-Mobylette
- 1967 Salamini–Luxor TV
- 1970–71 Zonca